# Canadese Grondwet
De Grondwet van Canada is de hoogste wet van Canada. Het bestaat niet alleen uit de oorspronkelijke grondwet ingevoerd bij de Confederatie, maar ook uit de toenmalige Britse wetgeving omtrent de Canadese Dominion. De jurisprudentie van het Hooggerechtshof beroept zich ook op ongeschreven conventies en tradities.
De belangrijkste onderdelen van de Grondwet zijn de Constitution Act van 1867 en de laatste grondwettelijke verandering, de Constitution Act van 1982 tezamen met de Britse Canada Act. Bij de Constitution Act van 1982 was ook een Bill of Rights bijgevoegd, het Canadian Charter of Rights and Freedoms. Het Charter staat wel onder politieke druk, waar de provincies vaak tegenover de federale overheid staan.
Na 1982 zijn er twee keer besprekingen geweest om de grondwet aan te passen: de Overeenkomst van Meech Lake (Meech Lake Accord, 1987) en de Overeenkomst van Charlottetown (Charlottetown Accord, 1992). Beide initiatieven werden verworpen of door de provinciale parlementen of door de Canadese kiezer.